# Alessandro Fergola
Pour les articles homonymes, voir Fergola.
Alessandro Fergola, né en 1812 à Naples où il est mort le 13 février 1864, est un peintre italien.

## Biographie
Alessandro Fergola naît en 1812 à Naples. En 1839 il expose un tableau de foire dans sa ville natale. Il pourrait être le frère de Salvatore Fergola. Alessandro Fergola meurt en 1864.